# Perophiusa pseudotirhaca
Perophiusa pseudotirhaca är en fjärilsart som beskrevs av Emilio Berio 1956. Perophiusa pseudotirhaca ingår i släktet Perophiusa och familjen nattflyn. Inga underarter finns listade i Catalogue of Life.